# Восстание Людевита Посавского
Восстание Людевита Посавского — конфликт посавских хорватов, хорутан (словенцев) и тимочан с усилением власти франков на территории Карантании, происходивший в 819—823 гг. Восстание возглавил хорватский князь Людевит Посавский. Восстание закончилось неоднозначно: с одной стороны, франкам удалось полностью подчинить себе Австрию, Каринтию и Словению, но их влияние в Посавской Хорватии при этом сошло на нет.

## Предпосылки
В 788 году лангобардское герцогство Фриуль и славянская Карантания были вынуждены признать главенство Франкского государства, в рамках которой оба они сохраняли некоторую автономию, будучи удалёнными от центра империи. Князьями Карантании при франках некоторое время оставались этнические славяне, однако здесь постепенно усиливалось немецкое влияние, прежде всего со стороны Фриульской марки, которой юридически подчинялось карантанское княжество. Продолжающаяся германизация (в ходе которой немецкие колонисты занимали города, основывали новые крепости и замки, а немецкие священники требовали всё большие наделы для создания крупных поместий и доходных мез) была основной причиной восстание местных славян. Восстание приняло массовый характер и охватило такие регионы как Нижняя Паннония, долина Савы и большую часть Карантании.

## Ход восстания и его результаты
Первые карательные походы франкских феодалов, а также их союзника — князя Далматинской Хорватии Борны — против повстанцев первое время были безуспешными. В 820 году они почти сумели подавить бунт словенских племён, но хорваты продолжали восстание. После того как сторонники Борны убили Людевита в 823 году, франкам удалось подавить восстание. Подавлением восстания в самой Каринтии не преминули воспользоваться франки, которые быстро разделили её территорию между несколькими немецкими маркграфами. Славянская знать на этой территории была отстранена от власти, а собственно немецкие колонисты, дворяне и церковь получили значительные земельные владения. Тем не менее, славянское большинство в австрийской Каринтии сохранялось до 1930-х годов. В собственно хорватских землях его подавление было пирровой победой: основы франкского господства в Посавской Хорватии и были ликвидированы несмотря на формальное подавление сопротивления хорватов.